# Актау (Жанааркинский район)
Актау (каз. Ақтау) — село в Жанааркинском районе Карагандинской области Казахстана. Административный центр Актауского сельского округа. Код КАТО — 354437100.

## Население
В 1999 году население села составляло 1033 человека (528 мужчин и 505 женщин). По данным переписи 2009 года, в селе проживало 638 человек (323 мужчины и 315 женщин).